# Вологодское сидение дипкорпуса
Вологодское сидение дипкорпуса — нахождение практически всех дипломатических представительств других государств в России в Вологде с февраля по июль 1918 года. Значимый период в истории дипкорпуса в России.

## Причины
В феврале 1918 года в связи с наступлением немцев на Петроград пребывание там дипломатических представительств стран Антанты (союзников России в Первой мировой войне) стало небезопасным. Это послужило предлогом и отчасти причиной эвакуации посольств. Существовало три возможных варианта:
- переезд в Москву (большевики требовали для осуществления этого верительных грамот, что означало бы фактическое признание Советской России)
- эвакуация через Финляндию
- отъезд в глубину России, подальше от немцев и влияния большевиков, в тот период ещё очень слабого за пределами центра страны.

## Переезд
Посол США Френсис выступал за третий вариант и убедил большую часть других послов. Некоторые другие, решившие ехать в Финляндию, присоединились к вологжанам несколько позднее, так как в революционной неразберихе они не смогли проехать западным путём. Интересно, что до переезда Френсис знал о Вологде только то, что это узловая станция. В итоге 27 февраля 1918 года дипломаты отправились в Вологду по железной дороге.

## Пребывание дипкорпуса в Вологде
Американская, британская, французская, японская, китайская, сиамская, сербская, итальянская, бельгийская, бразильская миссии собрались в Вологде к апрелю. Среди американцев были также члены петроградского отделения City Bank of New York и миссии Американского Красного Креста. Город смог принять их всех, предоставив временные здания, где разместились представительства. Френсис стал дуайеном дипломатического корпуса в Вологде.
Во время пребывания дипломатов в Вологде в России происходили важные политические события. Был подписан сепаратный и позорный Брестский мир[нейтральность?], в Москве произошло убийство посла Германии Мирбаха. Самих же дипломатов активно уговаривал переехать в Москву (куда из Петрограда перебралось большевистское правительство) нарком Чичерин.

## Конец Вологодского сидения
24 июля 1918 года, под давлением большевиков, дипломатический корпус во главе с Д. Фрэнсисом покинул Вологду и отправился дальше на север, в Архангельск. Затем последовала эвакуация посольств уже из России. Вскоре после этого в Архангельск вторглись интервенты.

## Культурный след
- Вологду стали неофициально называть дипломатической столицей России
- В городе сохранилось как минимум одно из зданий, где размещались представительства иностранных миссий
- Д. Френсис написал о своей аккредитации в России автобиографическую книгу «Россия: взгляд из посольства США (апрель 1916 — ноябрь 1918)»